# Abang (plaats)
Abang is een bestuurslaag in het regentschap Karangasem van de provincie Bali, Indonesië. Abang telt 3176 inwoners (volkstelling 2010).